# Мезон Лафит
 Тази статия е за града във Франция.  За двореца вижте Мезон Лафит (дворец).  
Мезо̀н Лафѝт (на френски: Maisons-Laffitte, [mɛzɔ̃ lafit]) е град в северна Франция, част от департамента Ивлин в регион Ил дьо Франс. Населението му е около 23 000 души (2020).
Разположен е на 38 метра надморска височина в Парижкия басейн, на левия бряг на река Сена и на 17 километра северозападно от центъра на Париж. Селището се споменава за пръв път през 820 година, а в средата на XVII век там е построен дворецът „Мезон Лафит“ по проект на Франсоа Мансар, един от образците на френската архитектура на Класицизма. През XIX век той е собственост на политика и финансист Жак Лафит, чието име носи градът днес.

## Известни личности
Родени в Мезон Лафит
- Филип Жаруски (р. 1978), певец
- Жан Кокто (1889 – 1963), писател, художник и режисьор
- Гилейн Максуел (р. 1961), британска престъпничка
- Силвен Шоме (р. 1963), аниматор

Починали в Мезон Лафит
- Йежи Гедройч (1906 – 2000), полски писател
- Марк Феро (1924 – 2021), историк
- Юзеф Чапски (1896 – 1993), полски художник и писател